# Giovanni Battista Marchetti
Giovanni Battista Marchetti, oppure Giovan Battista Marchetti (Predore, 1686 – Brescia, 15 agosto 1758), è stato un architetto italiano.

## Biografia
Giovanni Battista Marchetti nacque a Predore, figlio di Cristoforo e di Caterina Fedrighini.
Nel 1695 si trasferì a Brescia ospitato dallo zio e maestro Bernardo Fedrighini, direttore dei lavori per la cattedrale di Santa Maria Assunta, il duomo nuovo, o più correttamente la cattedrale estiva di Santa Maria Assunta.
Marchetti inizialmente collaborò con lo zio nei lavori per il palazzo Martinengo Palatini e successivamente progettò numerose opere autonome sia per la città di Brescia sia per la provincia.
Molto operoso a Brescia, di cui ottenne la cittadinanza nel 1718, il suo nome è ricordato soprattutto per la realizzazione del palazzo Fè d'Ostiani, incominciato nel 1716, dopo aver aggiornato un progetto di Manfredi di Bologna, che Marchetti trasformerà in un tipico palazzo barocco, caratterizzato da una ricca decorazione.
Suo figlio, l'abate Antonio Marchetti (1724-1791) ci ha lasciato una grande documentazione sui lavori del padre, che dimostra il passaggio dallo stile barocco a quello neoclassico e l'importanza della figura paterna nell'ambito della cultura bresciana.
Nel 1727 Marchetti ultimò le cappelle del Santissimo Sacramento della parrocchiale di Concesio, e le due adiacenti dedicate a san Carlo Borromeo e a santa Caterina d'Alessandria.
Quattro anni dopo realizzò la seconda cupola di Santa Maria dei Miracoli (1731) a Brescia e il corpo centrale di villa Avogadro a Rezzato.
Il 1733 fu un anno molto significativo, perché dopo la morte dello zio, ricevette la carica della direzione dei lavori per il duomo nuovo, che conservò per tutta la vita.
L'anno successivo assunse inoltre la direzione dei lavori della chiesa di Santa Maria della Pace, su progetto dell'architetto veneziano Giorgio Massari.
Nel 1740 realizzò la cancelleria e il portale del vescovado, oltre a iniziare i lavori per la parrocchiale di Padernello, che durarono sei anni.
Negli anni successivi si impegnò per la cappella del Rosario in San Clemente (1743-1747), per la Biblioteca Queriniana (1745-1747), per un cimitero a Bagnolo Mella (1746), per il collegio ecclesiastico di Sant'Eustachio a Brescia (1747), per la chiesa di San Pancrazio a Paderno Franciacorta (1748), per la biblioteca del convento di San Giuseppe (1757-1758) e per la chiesa dei Santi Zeno e Rocco di Mazzano.
Tra i palazzi residenziali progettati e realizzati, si possono menzionare il Soardo, Bruni-Conter, contraddistinto dallo scenografico cortile; il Gambara, ora sede del Seminario vescovile Sant'Angelo; l'atrio, lo scalone e il padiglione del giardino del Martinengo di Padernello, ricostruzione di un precedente del XV secolo, con cortile ad ordini sovrapposti.
Negli ultimi anni, soffrendo di problemi di salute e di una crescente cecità Marchetti fu aiutato dal figlio Antonio.
Giovanni Battista Marchetti morì a Brescia il 15 agosto 1758.